# Cleòpatra Selene
Cleòpatra Selene (grec antic: Κλεοπάτρα Σελήνη), també anomenada Cleòpatra VIII, va ser una princesa ptolemaica, filla de Marc Antoni i de Cleòpatra VII. Era germana bessona d'Alexandre Heli i van néixer ambdós el 25 de desembre de l'any 40 aC.
Va créixer i es va educar a Alexandria. L'any 34 aC va ser nomenada pel pare i la mare reina de Cirene.
Derrotats els pares a la batalla d'Àccium l'any 31 aC, Octavi va protegir Cleòpatra, Alexandre i el tercer germà, Ptolemeu Filadelf, i els va enviar amb la seva germana Octàvia, la dona de Marc Antoni, que els va criar i educar com a propis. August va arreglar el seu matrimoni amb Juba II de Numídia, que es va fer abans de l'any 25 aC. August li va donar un esplèndid dot. En canvi, pel mateix temps, els seus germans Alexandre Heli i Ptolemeu Filadelf van desaparèixer, probablement morts d'alguna malaltia o epidèmia.
Juba II i Cleòpatra van ser obligats a cedir Numídia l'any 25 aC, i van haver de canviar el regne pel de Mauritània. La seva capital, la van establir a Iol, que van rebatejar Cesarea (moderna Cherchell, Algèria).
Cleòpatra va tenir dos fills amb Juba II: 
- Ptolemeu de Mauritània (1 aC - 40 dC, rei 23-40 aC).
- Drusila de Mauritània (5 aC-?), casada amb Antoni Fèlix, el governador de Judea.
- Alguns historiadors li atribueixen una tercera filla, Cleòpatra de Mauritània, que podria haver mort de petita i no està testimoniada sense dubte.

Va morir l'any 6 dC.